# 木素貴子
木素 貴子（もくそ きし、生没年不詳）は、百済の官吏、武人。官位は達卒。故国の滅亡に伴い、白村江の戦いの後に倭国（日本）へ亡命した。

## 記録
『日本書紀』によれば、天智天皇2年（663年）9月24日（甲戌）、余自信、憶礼福留、谷那晋首ら百済の国民と倭の船師達と共に弖礼城に至り、翌日倭国へ向けて出航した。
『懐風藻』によると、皇太子となった大友皇子の賓客として、沙宅紹明・塔本春初・吉大尚・許率母らとともに重用されたとある。
兵法に詳しく、天智天皇10年（671年）1月に大山下の冠位を授けられた。
一族に、持統天皇5年（691年）12月に呪禁博士として銀20両を賜与された木素丁武（もくそ　ちょうむ）がいる。